# Wielka Pacyficzna Plama Śmieci

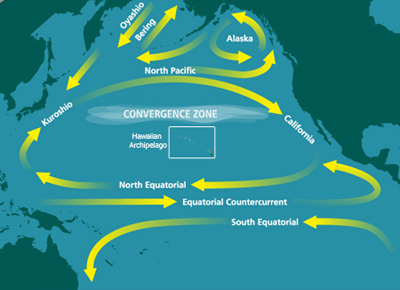
Lokalizacja Pacyficznej Plamy Śmieci

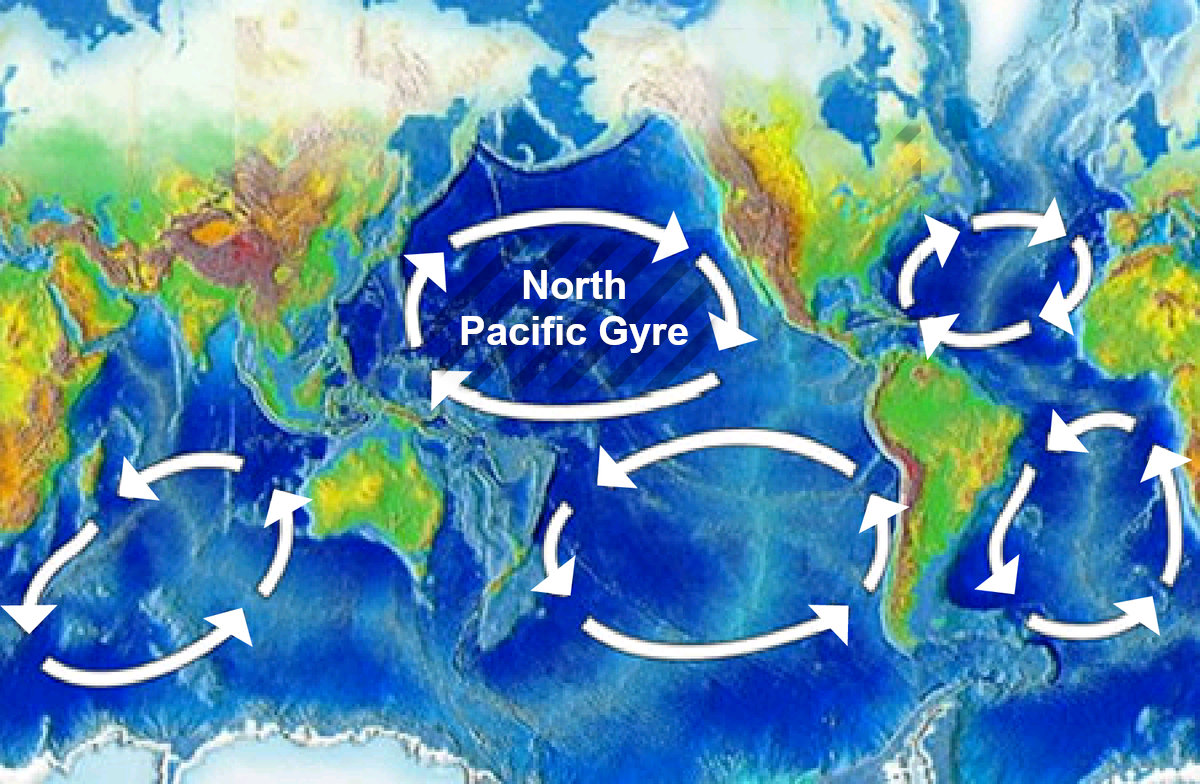
Plama Śmieci znajduje się w Wirze Północnopacyficznym, jednym z pięciu głównych wirów oceanicznych

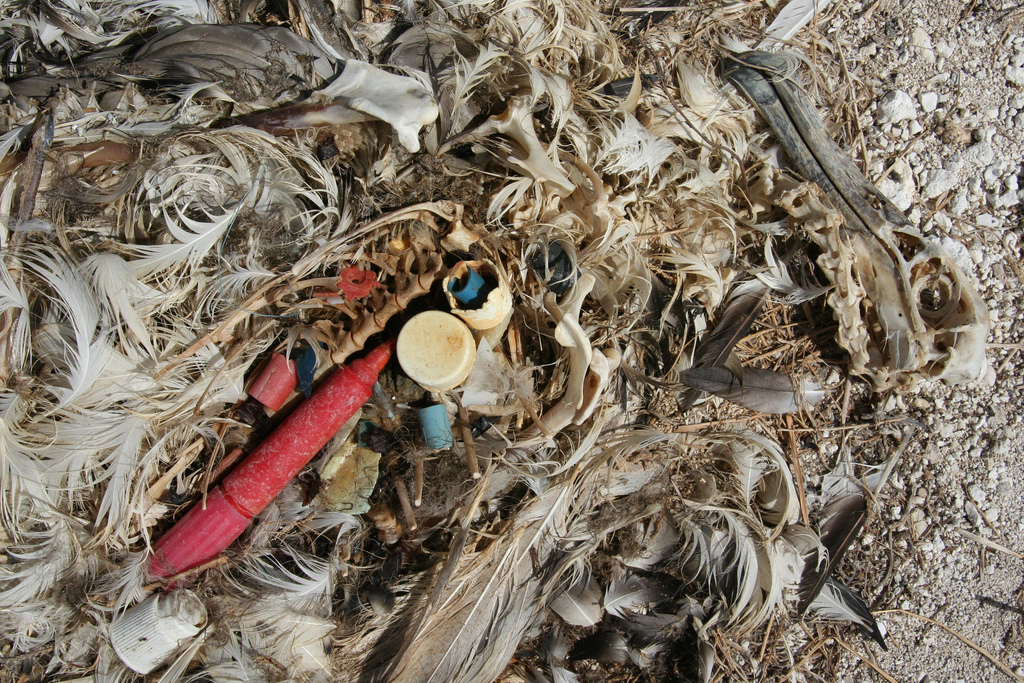
Pozostałości pisklęcia albatrosa, który był karmiony przez rodziców wyłowionymi odpadami plastikowymi, co doprowadziło do jego śmierci

Wielka Pacyficzna Plama Śmieci – olbrzymie dryfujące skupisko śmieci i plastikowych odpadów utworzone przez prądy oceaniczne w północnej części Oceanu Spokojnego między Kalifornią a Hawajami. Odkryta w 1997 roku przez Charlesa Moore’a. Druga, podobna, znajduje się bardziej na zachód, pomiędzy Hawajami a Japonią.
Szacowana masa dryfującej plamy wynosi 45–129 tys. ton, ma powierzchnię aż 1,6 mln km² i zbudowana jest w 99,9% z tworzyw sztucznych, z czego większość to materiał fotodegradowalny, który nie ulega pełnemu rozkładowi, lecz rozpada się na pył. Większość plastikowej materii unoszącej się w oceanach jest rozłożona do postaci pyłu tworzącego nie zwartą masę, lecz zawiesinę. Ilość tego typu plastikowych odpadów unoszących się w północnym Pacyfiku bywa szacowana z grubsza na 100 mln ton. Cząstki plastiku znajdowane są na różnych głębokościach, przy czym na otwartym oceanie więcej ich unosi się blisko powierzchni niż w głębi, podczas gdy w strefie przybrzeżnej zagęszczenie zawiesiny jest podobne w całym słupie wody, co częściowo wynika z faktu, że drobiny porasta peryfiton, z którym opadają na dno. W skład plastisfery, czyli zespołu organizmów, dla których zawiesina plastikowych drobin jest siedliskiem, Wielkiej Pacyficznej Plamy Śmieci wchodzą głównie bakterie z rodzaju Bacillus (średnio 1664 os./mm²) i okrzemki pierzaste (średnio 1097 os./mm²). Towarzyszą im ziarenkowce, okrzemki centryczne, bruzdnice, kokolitofory i promienice. Bakterie są związane raczej z cząstkami styropianu, podczas gdy okrzemki preferują cząstki plastiku o chropowatej powierzchni, a większe zróżnicowanie wykazują na większych odpadach.
Zarówno pył plastikowy, jak i większe odpady trafiają do sieci troficznej. Niestrawne elementy, blokując układ pokarmowy, powodują śmierć zwierząt morskich, w tym ponad miliona ptaków i około 100 000 ssaków rocznie.